# Caballero de Bronce

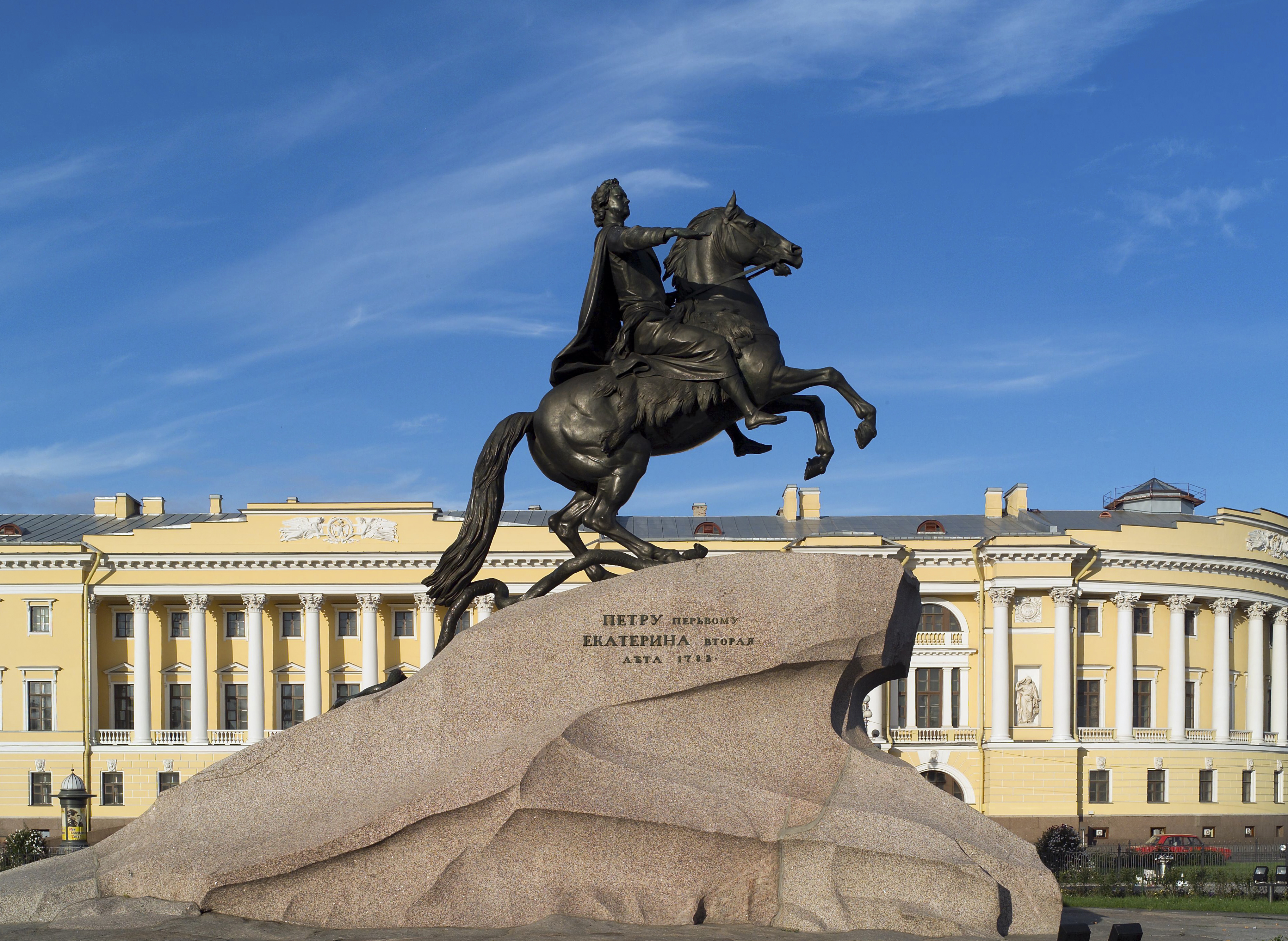
El Caballero de Bronce.

El Jinete de Bronce (en ruso: Медный всадник, literalmente "Caballero de Cobre")  es una escultura ecuestre de Pedro el Grande, hecha en bronce por Étienne-Maurice Falconet en San Petersburgo, Rusia. Recibe este nombre por la influencia del poema homónimo de Aleksandr Pushkin, uno de los más grandes poemas del idioma ruso. Ahora es un símbolo de San Petersburgo, como la Estatua de la Libertad es un símbolo de Nueva York.
El bloque sobre el que se yergue la estatua es conocido como Piedra de Trueno, y se dice que es la roca más grande que ha movido el hombre. En efecto, la roca no solo es enorme, sino que fue transportada seis kilómetros hasta la costa del Golfo de Finlandia solo por la fuerza del hombre, sin animales ni máquinas.
Se yergue todavía en la orilla del Nevá. El efecto causado por la estatua es tan original como grandioso: la escultura no descansa sobre un pedestal arquitectónico, sino que el caballo se encabrita sobre la roca granítica; el Zar carece de espada; su figura altiva, que parece designar con la mano la nueva capital y marcar un camino a su pueblo, no evoca al guerrero, sino al legislador y al civilizador.

## Estatua

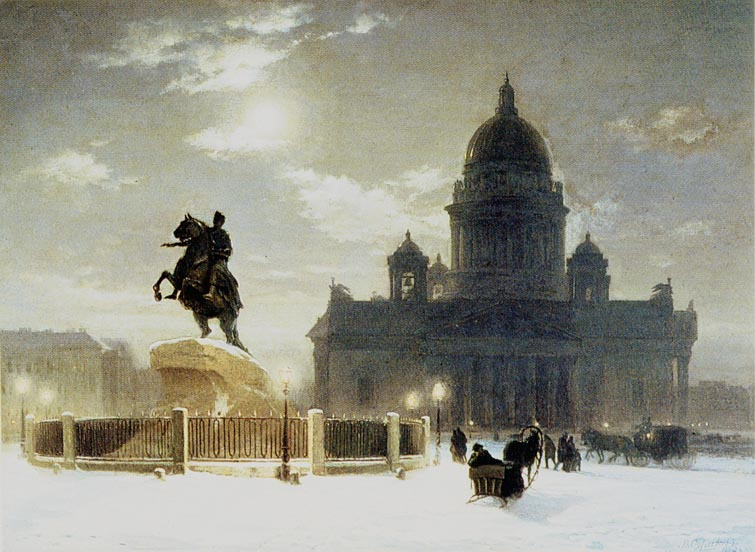
Jinete de Bronce, por Vasili Súrikov.

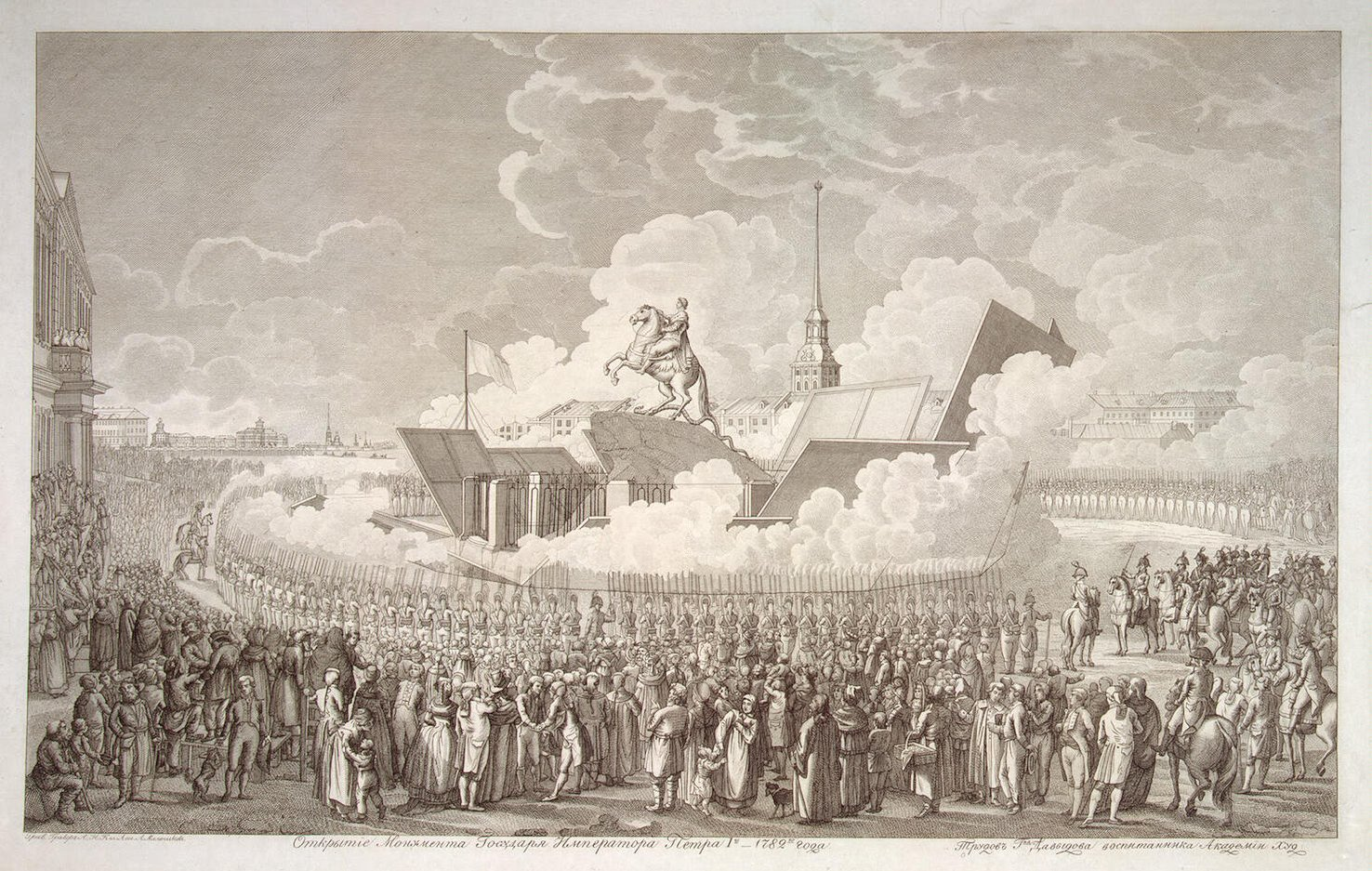
Inauguración del Monumento en honor a Pedro el Grande. Grabado por A.K.Mélnikov basado en el dibujo de A.P.Davýdov, 1782.

La estatua ecuestre de Pedro el Grande se encuentra la Plaza del Senado en San Petersburgo, Rusia. Catalina la Grande, una princesa alemana casada dentro de la línea de los Románov, al no tener derecho legal al trono, estaba ansiosa de ser relacionada con Pedro el Grande, para obtener legitimidad a los ojos del pueblo. Por esta razón, ordenó la construcción de la estatua, y mandó que se inscribiera "Petro Primo Catharina Secunda MDCCLXXXII" en Latín y "Петру первому Екатерина вторая, лето 1782" en Ruso, ambas frases con un mismo significado "Catalina Segunda a Pedro Primero, 1782"; una expresión de la actitud de Catalina hacia su predecesor y de la opinión que tenía de sí misma dentro del linaje de los grandes gobernantes rusos. 
Catalina mantenía correspondencia con Denis Diderot, que fue quien le recomendó a su amigo Étienne Maurice Falconet, un escultor francés, como candidato para la construcción de la estatua que dedicaría a Pedro el Grande. La emperatriz siguió el consejo de Diderot y Falconet llegó a Rusia en 1776.
La construcción de la estatua se inició en 1775, con la correspondiente fundición y colado del bronce necesario para realizar la escultura, tarea que fue supervisada por Yemelyán Jailov. Durante el colado de la escultura se rompió el molde sobre el que se estaba vertiendo el metal, salpicando los alrededores con bronce fundido, hecho que originó un incendio en las instalaciones. Todos los trabajadores huyeron excepto Jailov, quien arriesgó su vida para salvar el colado de bronce. Llevó 12 años desde 1770 hasta 1782 y realizar dos veces el proceso de fundido y colado el poder terminar la estatua, incluyendo el pedestal, caballo y jinete. 
La cara del Zar, lo que da identidad al Caballero de Bronce como Pedro el Grande, es obra de Marie-Anne Collot, que en el momento de realizar tan detallado trabajo, tenía tan sólo 18 años de edad y era una estudiante de Falconet y Jean-Baptiste Lemoyne. Collot hizo el viaje a Rusia con Falconet en calidad de aprendiz y realizó su contribución a la escultura recopilando información sobre las facciones de Pedro el Grande, tanto de su máscara mortuoria como de los diferentes retratos que pudo encontrar en San Petersburgo. Gracias al trabajo en la faz del Caballero de Bronce se ganó por parte de Diderot el sobrenombre de "Mademoiselle Victoire" (Señorita Victoria).
El 9 de agosto de 1782, catorce años después de que se iniciara la excavación del pedestal, fue descubierta la estatua terminada en una ceremonia con miles de invitados. Brilló por su ausencia Falconet, quien se vio obligado a salir de Rusia cuatro años antes de que el proyecto estuviera terminado, debido a que un malentendido con la emperatriz se convirtió en un conflicto mayor. Catalina rápidamente se olvidó de él, y empezó a ver al Caballero de Bronce como obra propia.
La estatua muestra a Pedro el Grande sentado heroicamente sobre su caballo, con su brazo extendido apuntando hacia el río Nevá en el Oeste. El escultor deseaba capturar el momento exacto en que su caballo se encontraba erguido sobre sus patas traseras al borde de un espectacular acantilado. Se puede ver a su caballo pisoteando a una serpiente, que puede representar los numerosos males o enemigos que tuvieron que enfrentar Pedro y sus reformas. La estatua mide 6 metros de alto, más 7 metros para el pedestal, o sea un total de unos 13 metros.

## La Piedra de Trueno

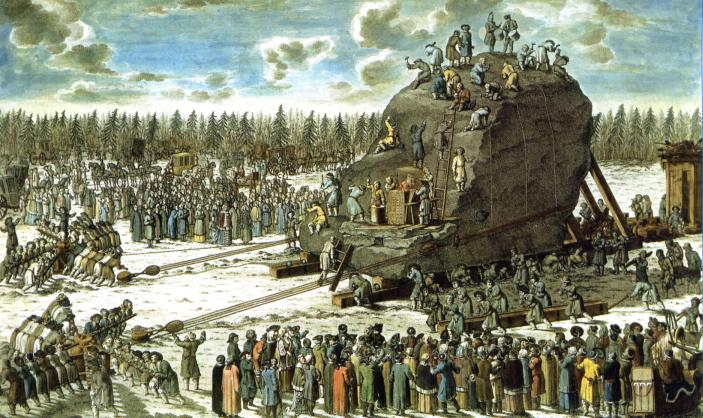
Transporte de La Piedra de Trueno, en presencia de Catalina II. Grabado por I.F.Schley basado en el dibujo de Yury Felten. 1770.

Para elaborar el pedestal, se utilizó un monolito descomunal conocido como Piedra de Trueno (del ruso Камень-Гром) que fue encontrada en Lajta a seis kilómetros tierra adentro del Golfo de Finlandia en 1768. Esta roca se hizo acreedora al apelativo de "piedra de Trueno" debido a una leyenda local, según la cual un rayo le había desprendido un fragmento. Falconet quería trabajar la roca en su emplazamiento original, pero debido a un capricho de la emperatriz, tuvo que ser trasladada hasta San Petersburgo, en su forma primitiva como un gran logro para Rusia.[cita requerida] Sin embargo, y debido a que la mitad de su volumen estaba hundida bajo terreno pantanoso, fue necesario crear mecanismos para extraerla antes de trasladarla. Un italiano, Marin Carburi, teniente coronel del ejército ruso, se ofreció para supervisar el proyecto.

### Traslado de la Piedra de Trueno
Después de esperar a que transcurriese el invierno, durante el cual el terreno se encontraba congelado, la piedra fue arrastrada hasta la costa. Esto fue logrado mediante un trineo metálico que se apoyaba sobre esferas de bronce de 13,5 cm de diámetro esparcidas a lo largo de una pista, usando un principio similar al del funcionamiento de un rodamiento de bolas, de invención posterior. Lo que hizo la tarea más impresionante es que fue llevada a cabo únicamente por humanos; ni animales ni tracción mecánica fueron usados en trasportar la piedra desde su emplazamiento original hasta la Plaza del Senado. Una vez que se ideó la forma de moverla, fueron necesarios cuatrocientos hombres y nueve meses para trasladar la piedra, tiempo durante el que varios escultores trabajaron de forma continua para dar forma al enorme monolito de granito. Catalina visitaba periódicamente la piedra, para verificar su progreso. De accionar las manivelas se encargaban treinta y dos hombres, que proporcionaban una mínima velocidad de avance a la roca. Otra de las complicaciones consistía en el hecho de que sólo existiesen cien metros de pista de deslizamiento para las esferas, de modo que esta tenía que ser constantemente desmontada y reubicada. Sin embargo, los trabajadores conseguían cerca de 150 metros de avance por día en terreno plano. Después, cuando se llegó al mar, se construyó una enorme barcaza exclusivamente para la Piedra de Trueno, que tenía que ser asegurada por los dos lados por sendos buques de guerra. Después de un pequeño viaje por mar, la roca llegó a su destino en 1770, cerca de dos años después de que los esfuerzos por moverla comenzaran. Se creó una medalla para conmemorar su llegada, con la leyenda 'Demasiado Audaz'

## La Piedra de Trueno frente a otros monumentos de piedra

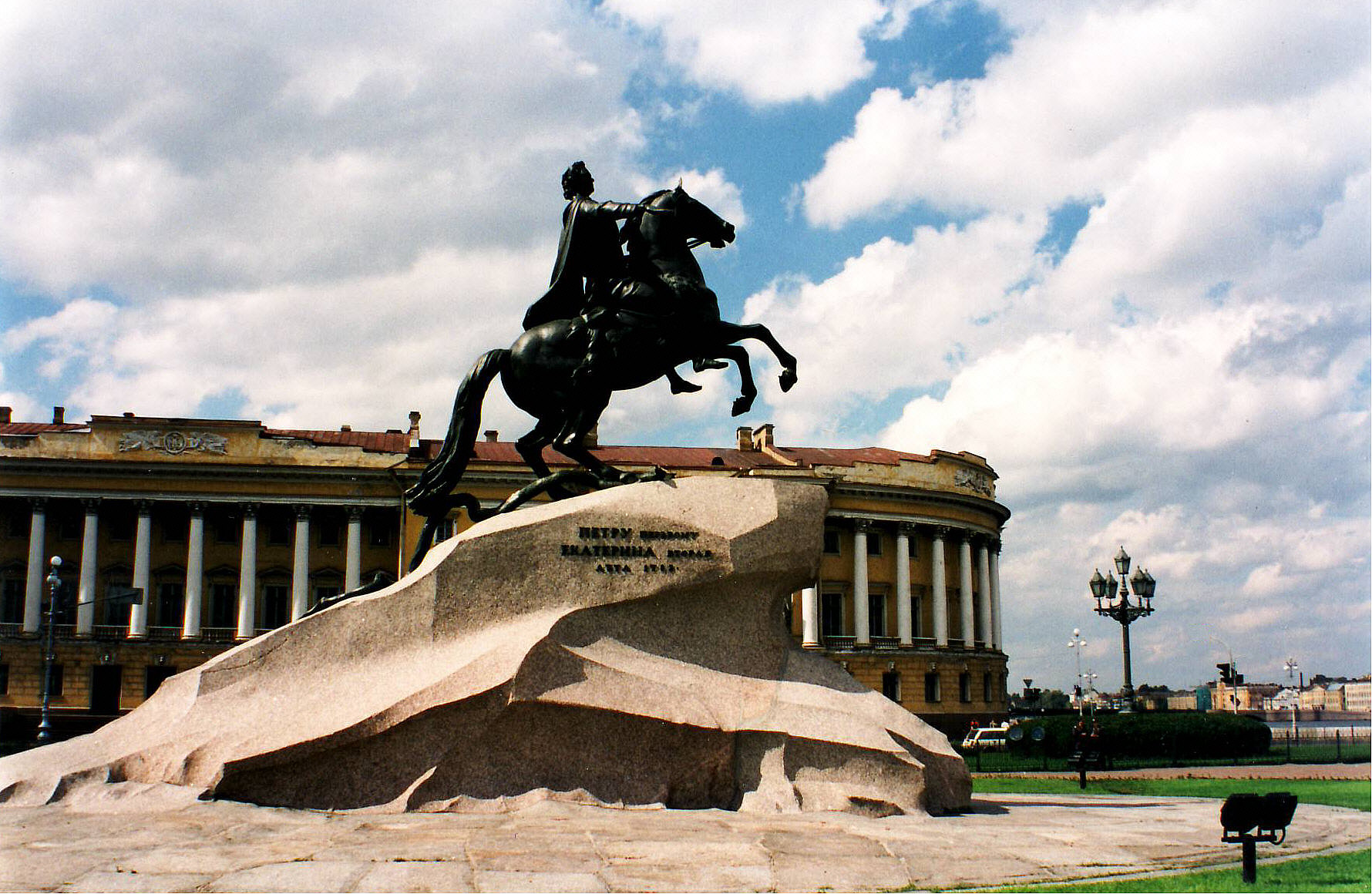
La escultura con el edificio del Senado de fondo.

Se ha llegado a asegurar que La Piedra de Trueno es "La piedra más grande jamás, movida por el hombre". Se calcula que esta piedra de dimensiones colosales fue movida 6 km efectivos sobre tierra hasta el Golfo de Finlandia por medio de la fuerza humana. Luego fue transportada en una barcaza a través del río Nevá y llevada a su actual ubicación. 
Debido al gran tamaño de la roca, la forma más fácil de medir su masa es calcularla. Sus dimensiones antes de ser cortada, de acuerdo con la publicación de otoño de 1882 de La Nature son 7 x 14 x 9 m. Basados en la densidad del granito, la masa de la roca fue determinada alrededor de las 1500 toneladas. Falconet hizo cortarla hasta dejarla con su forma actual que es parecida a una ola, y dejó el estilizado pedestal con un peso ligeramente menor. Sin embargo, sigue ocupando el primer puesto por tamaño cuando se le compara con otras esculturas.
- El obelisco inacabado de Asuán está estimado en 1.200 toneladas. Sin embargo, nunca ha sido movido ni desprendido de la roca sobre la que supuestamente fue tallado. 1.200 toneladas sigue siendo menor que la masa inicial de la Piedra de Trueno.

- La Piedra del sur (Hadjar el Gouble) en Baalbek tiene medidas de 21.5m x 4.8m x 4.2m esto pone su masa entre 900 y 1.100 toneladas. A diferencia del Obelisco inconcluso, esta sí fue sacada de su cantera, pero sigue asentada en un lugar no muy lejano de su sitio de extracción. También es más pequeña que la masa inicial de la Piedra de Trueno.

- La Piedra de Occidente tiene un peso estimado de 517 toneladas y fue movida en una sola pieza y fue usada como piedra de cimientos en la esquina norte de la Muro de las Lamentaciones en Jerusalén. Es un hecho remarcable el que la pared fue construida alrededor del 20 a. C.

- El Gran menhir roto de Locmariaquer, que actualmente está dividido en 5 fragmentos, tenía una altura de veinte metros y un peso de cerca de 300 toneladas.

- El obelisco en la Archibasílica de San Juan de Letrán fue roto en tres piezas, después fue erigido en su sitio actual por el Papa Sixto V. Mide 32 metros de altura y puede pesar alrededor de 350 toneladas.

- El gran estela de Axum se estima que pesa alrededor de 500 toneladas; y se sabe que fue movido de su cantera, pero al parecer se partió al ser erigido.

## Sitio de Leningrado
Existe una leyenda del siglo XIX que afirma que mientras el Caballero de Bronce permanezca en el centro de San Petersburgo, ninguna fuerza enemiga será capaz de tomar la ciudad. Durante los 900 días del Sitio de Leningrado durante la Segunda Guerra Mundial (Leningrado fue el nombre de la ciudad entre 1924 y 1991) la estatua no fue derribada, pero sí cubierta con sacos de arena y una estructura de madera. La protección funcionó tan bien que el Caballero de Bronce sobrevivió virtualmente intacto a 900 días de bombardeo y artillería. En honor a la leyenda, San Petersburgo nunca ha sido tomado.

## Poema
El Caballero de Bronce es también el título de un poema escrito por Aleksandr Pushkin en 1833, ampliamente considerado como uno de los más importantes trabajos de la literatura de Rusia. La estatua llegó a ser conocida como "El caballero de bronce", gracias a la popularidad del poema. El principal tema del poema, es el conflicto entre las necesidades del estado y las necesidades de los ciudadanos ordinarios.
En el poema que da nombre al monumento, Pushkin describe la suerte del pobre joven Yevgueni y sus allegados durante una inundación en la que el río Nevá se desbordó. Yevgueni maldice la estatua, furioso contra Pedro el Grande por construir la ciudad en un lugar tan inseguro y hacer pasar a su familia aquellas penalidades. La estatua cobra vida y lo persigue a través de toda la ciudad. Posteriormente Yevgueni trata a la estatua con reverencia y respeto.